# Arisztídisz Kamárasz
Arisztídisz Kamárasz, görögül: Αριστείδης Καμάρας (Athén, 1939. március 2. –) válogatott görög labdarúgó, hátvéd.

## Pályafutása

### Klubcsapatban
Az Apólon Zmírnisz csapatában kezdte a labdarúgást. 1962 és 1973 között a Panathinaikósz labdarúgója volt, ahol hat bajnoki címet és két görög kupagyőzelmet ért el az együttessel. Tagja volt az 1970–71-es idényben BEK-döntős csapatnak.

### A válogatottban
1960 és 1971 között 30 alkalommal szerepelt a görög válogatottban és egy gólt szerzett.

## Sikerei, díjai
Panathinaikósz
- Görög bajnokság
  - bajnok (6): 1961–62, 1963–64, 1964–65, 1968–69, 1969–70, 1971–72
- Görög kupa
  - győztes (2): 1967, 1969
- Bajnokcsapatok Európa-kupája (BEK)
  - döntős: 1970–71